# Babaçulândia
Babaçulândia es un municipio brasileño del estado del Tocantins. Se localiza a una latitud 07º12'17" sur y a una longitud 47º45'25" oeste, estando a una altitud de 178 metros. Posee un área de 1916,4 km², y su población estimada en 2004 era de 10 888 habitantes.

## Historia
La población de Babaçulândia surgió en 1926, cuando Henrique Brito se instaló en el margen izquierdo del río Tocantins. El primer nombre del poblado fue Nova aurora do Coco, debido a la cantidad de cocos babaçu que había en la región.
El municipio fue instalado el 1 de enero de 1954, y fue separado del municipio de Tocantinópolis.

## Geografía
Limita al norte con los municipios de Darcinópolis y Wanderlândia, al sur, con el municipio de Filadélfia, al este con el estado del Maranhão, y al oeste, con Araguaína. 
Sus accidente geográficos más importantes son la Isla São José, y los ríos Tocantins y Río Corrente.